# Sokolitsa
Sokolitsa (bulgariska: Соколица) är ett distrikt i Bulgarien. Det ligger i kommunen Obsjtina Karlovo och regionen Plovdiv, i den centrala delen av landet, 130 km öster om huvudstaden Sofia.
Trakten runt Sokolitsa består till största delen av jordbruksmark. Runt Sokolitsa är det ganska tätbefolkat, med 58 invånare per kvadratkilometer.